# Francisco Clavet
Francisco Javier Clavet González, conocido también como Pato Clavet (Aranjuez, Madrid; 24 de octubre de 1968), es un tenista español. Fue jugador profesional en la ATP desde 1988 hasta 2003. Ganó ocho títulos individuales; alcanzando las semifinales del Master de Indian Wells en 1992 y el Masters de Miami 1999. 
Es el jugador masculino español con mejores resultados en Wimbledon durante la década de los años 1990, ya que llegó a la cuarta ronda en 1998 y a la tercera ronda en 1999 y por ello fue considerado el mejor jugador español en hierba tanto por estas actuaciones como por poner en aprietos a Pete Sampras en este mismo torneo en 2001. Clavet tiene el récord de la victoria más rápida en el ATP Tour cuando venció a Jiang Shan 6-0 y 6-0 en solo 25 minutos en el Abierto de Shanghái en 2001. Durante su carrera consiguió victorias sobre algunos de los mejores jugadores de la época. Clavet derrotó a algunos futuros, coetáneos o pasados número 1 del ranking mundial: John McEnroe, Mats Wilander, Thomas Muster, Andre Agassi, Lleyton Hewitt, Yevgeny Kafelnikov, Gustavo Kuerten, Carlos Moya, Jim Courier, Marcelo Ríos y Roger Federer en su único duelo (Clavet ganó en 2000 en el Masters de Cincinnati).
Clavet es una referencia en el ámbito del tenis en la capital de España, Madrid. El jugador español Daniel Muñoz de la Nava ve en Clavet una referencia para seguir luchando en el circuito de la ATP:
«Francisco Clavet ha sido siempre mi ídolo. Practiqué con él cuando tenía 20-23 años y él estaba en el ocaso de su carrera. Él me inspiró porque siempre estaba concentrado, era profesional y trabajaba duro»
Su mejor ranking ATP fue 18.º (13 de julio de 1992) en individuales, y 89.º (1 de enero de 1990) en dobles. Se mantuvo 10 años entre las 50 mejores raquetas del mundo. Pato fue entrenado por su hermano, José Clavet, hasta 1999. Desde 2001 hasta su retirada, fue entrenado por el uruguayo Bebe Pérez. Se retiró del tenis profesional en 2003. Como entrenador, ha trabajado con Thomaz Bellucci, Feliciano López, Alejandro Falla y Santiago Giraldo.

## Carrera profesional
Se convirtió en profesional en 1988 y ganó su primer título ATP dos años después, en el Abierto de Holanda en Hilversum. Se convirtió en un «lucky loser» (repescado tras no pasar la fase previa por una baja en el torneo) en el mencionado Abierto de Holanda en 1990, y ganó cinco partidos consecutivos para llevarse el torneo. Él es una de las ocho personas (entre hombres y mujeres) en llevar a cabo esta proeza desde 1978.
De sus ocho títulos individuales de la ATP, siete fueron ganados en tierra batida. Pero él demostró, especialmente en sus últimos años de carrera, que también podía jugar bien en pistas rápidas, de cemento, y hierba.
En 1991 entra, por primera vez, entre los 30 primeros del mundo ya que este año alcanzó hasta 5 veces la ronda de semifinales en distintos torneos.
A pesar de no ganar un torneo, su mejor año fue 1992, y dio lugar a su mejor clasificación (n.º 18 del mundo). Ese año llegó a la final en Gstaad y San Marino, semifinales en Filadelfia, en Indian Wells, en Madrid, en Palermo y en Atenas, y cuartos de final en Indianápolis y en Schenectady. 
En 1993 tuvo un año muy discreto teniendo como mejor resultado las semifinales del torneo de Génova, perdiendo con el campeón a la postre (Thomas Muster) y alcanzando 3 veces la ronda de cuartos de final en torneos de tierra batida. 
En 1994 jugó dos finales perdiendo con el vasco Alberto Berasategui, que se encontraba en el mejor año de su carrera. Además alcanzó hasta 2 semifinales: Atenas y Buenos Aires, perdiendo, de nuevo, con los que serían los posteriores ganadores del torneo (Álex Corretja y Alberto Berasategui). También hizo cuartos de final en 4 torneos de tierra batida. 
En 1995 anotó en su palmarés el torneo de Sicilia (actualmente disputado en la ciudad de Palermo) y llegó a semifinales en México, Oporto, Umag y Montevideo. 
En 1997 conquistó dos títulos consecutivamente: México y Bogotá, lo que le hizo tener el excelente balance de 19 victorias/4 derrotas, desde el Abierto de Estados Unidos. Además jugó la final en Estoril perdiendo con su compatriota Àlex Corretja. Este mismo año también alcanzó dos semifinales: Taskent y Bucarest, perdiendo con los que serían los ganadores de cada torneo respectivamente: Tim Henman y Richard Fromberg. El torneo de Taskent se disputó en superficie de moqueta y, su resultado, es el mejor alcanzado por un tenista masculino español, en esta superficie, durante ese mismo año. 
En 1998 ganó otros dos títulos: Santiago y Bucarest. Y consiguió alcanzar otras dos semifinales: México y Kitzbühel. Además fue su mejor año en lo que actuaciones en Grand Slam se refiere. Repitió sus mejores logros en Roland Garros y Abierto de Australia (4.º y 3.ª ronda, respectivamente) y llegó a la 4.ª ronda en Wimbledon dando una gran sorpresa derrotando al 2.º cabeza de serie y número 2 del mundo, el chileno Marcelo Ríos en un extraordinario partido a cinco sets de 1ª ronda.
En 1999, después de los excelentes dos últimos años y la victoria en, al menos, un torneo durante los últimos cuatro años, terminó el año sin ganar un torneo. Hizo las semifinales en el Masters de Miami en 1999 y en el Open de Barcelona, como sus mejores actuaciones. También llegó a cuartos de final en Dubái (perdiendo con el posterior finalista del torneo y derrotando a especialistas en esta superficie: Wayne Ferreira y Greg Rusedsky), St. Pölten, Gstaad, Umag y Open de Mallorca. Clavet comenzó en este año la mejora de su juego en pista duras y fue llamado a jugar la Copa Davis por primera vez, desempeñando un papel fundamental en una difícil ronda de clasificación.

## Últimos años de carrera
2001 fue el año con su mejor rendimiento en pistas duras, llegando a la final en el Torneo de Auckland perdiendo con Dominik Hrbaty, y ganando en Scottsdale, derrotando a Agassi en la 1.ª ronda, Lleyton Hewitt en semifinales y Magnus Norman en la final (clasificados con el número 4, 6 y 5, respectivamente, por esta fecha en la ATP). Después de ganar en Scottsdale, declaró:  

«Creo que es el día más feliz en mi vida como tenista. Estoy viviendo un sueño. Soy un jugador de tierra batida, y ahí he ganado casi todo, así que ganar un torneo en pista rápida a los 32, y derrotar en el proceso a tres tenistas del top ten mundial, es algo muy especial. Voy a conservar este momento en mi corazón todo lo que me queda de vida».

Ese año, en pistas de cemento, también llegó a la semifinal en Shanghái y a los cuartos de final en Japón perdiendo, respectivamente, con los campeones de cada torneo. 
En 2002 se inicia el declive de su carrera, solo alcanzó los cuartos de final en tres torneos menores de tierra batida, como sus mejores resultados en el año. 
En el año 2003, con 34 años, decide la retirada al final de la temporada, pero lo hizo dando una sorpresa. Clavet había perdido todos sus partidos ese año. Pero en Cayo Vizcaíno, en el Masters de Miami, entrando al torneo como clasificado en el puesto número 178, y siendo el jugador más veterano del torneo; derrota al actual número 1 del ranking por aquellas fechas: Lleyton Hewitt. El australiano jugó el partido aun sufriendo una intoxicación alimentaria el día anterior. Clavet perdió en la siguiente ronda con Lee Hyung-taik en un duro partido. Por último, su retiro oficial se produjo en la segunda ronda del challenger español de Torneo Villa de El Espinar, uno de sus torneos favoritos debido a la amistad que le une con la organización.

## Logros dentro del tenis español
En las competiciones nacionales españolas, Clavet jugó las finales entre 1994 y 1997 en el Máster Nacional de Tenis (versión nacional del ATP World Tour Finals) perdiendo todas ellas. En 1999, en Madrid (hasta esa fecha el torneo se celebró en distintas ciudades españolas) y ante el clamor de su público, derrotó a Àlex Corretja, el campeón anterior, recuperándose de un 1-6 en el primer set, para reclamar el trofeo. También ganó por dos veces (1995: Juan Antonio Marín y 1999: Juan Carlos Ferrero) el Campeonato de España de Tenis, y llegó a la final en 2000 perdiendo con Àlex Corretja.

## Estilo de juego
Juega desde el fondo de la pista, por detrás de la línea. A menudo utiliza su derecha para mover al rival y lanzarle una bola abierta que saca al rival fuera de la pista. A continuación suele terminar el punto subiendo a la red a volear o haciendo un smash. Su mejor golpe es su derecha, abierta con mucha potencia. Su revés a dos manos también era bastante bueno y consistente, pero no era tan potente como su derecha. Su gran virtud es que era un luchador excepcional en la pista. El extenista y comentarista de televisión español Andrés Gimeno dijo de él durante la retransmisión de un partido: «Clavet nunca se rinde, llega a todo, le tienes que ganar cada punto».

## Títulos (8)

### Individuales (8)
| Leyenda                |
| Grand Slam (0)         |
| Tennis Masters Cup (0) |
| ATP Masters Series (0) |
| ATP Tour (8)           |

| N.º | Fecha                    | Torneo           | Superficie    | Oponente en la final | Resultado         |
| --- | ------------------------ | ---------------- | ------------- | -------------------- | ----------------- |
| 1.  | 23 de julio de 1990      | Hilversum        | Tierra batida | Eduardo Masso        | 3-6 6-4 6-2 6-0   |
| 2.  | 25 de septiembre de 1995 | Palermo          | Tierra batida | Jordi Burillo        | 6-7(2) 6-3 7-6(1) |
| 3.  | 29 de julio de 1996      | Ámsterdam        | Tierra batida | Younes El Aynaoui    | 7-5 6-1 6-1       |
| 4.  | 20 de octubre de 1997    | Ciudad de México | Tierra batida | Juan Albert Viloca   | 6-4 7-6(7)        |
| 5.  | 27 de octubre de 1997    | Bogotá           | Tierra batida | Nicolás Lapentti     | 6-3 6-3           |
| 6.  | 14 de septiembre de 1998 | Bucarest         | Tierra batida | Arnaud di Pasquale   | 6-4 2-6 7-5       |
| 7.  | 9 de noviembre de 1998   | Santiago         | Tierra batida | Younes El Aynaoui    | 6-2 6-4           |
| 8.  | 5 de marzo de 2001       | Scottsdale       | Dura          | Magnus Norman        | 6-4 6-2           |

### Finalista en individuales (7)
- 1992: Gstaad (pierde ante Sergi Bruguera)
- 1992: San Marino (pierde ante Karel Novacek)
- 1994: Santiago (pierde ante Alberto Berasategui)
- 1994: Montevideo (pierde ante Alberto Berasategui)
- 1997: Estoril (pierde ante Àlex Corretja)
- 2000: Estoril (pierde ante Carlos Moyá)
- 2001: Auckland (pierde ante Dominik Hrbatý)

### Finalista en dobles (4)
- 1989: Madrid
- 1990: Kitzbühel
- 1991: Hilversum
- 1992: Madrid

## Copa Davis
Clavet participó en representación de España en la Copa Davis de tenis en 1999 contra Nueva Zelanda y en 2000 contra Italia, pudiendo ser partícipe de la primera ensaladera del equipo español.
Su debut en Copa Davis fue en 1999 (con 30 años) en Nueva Zelanda en una eliminatoria en la que España tenía que ganar a fin de mantenerse en el Grupo Mundial. Ese año, debido a varias lesiones y algunas negativas, los jugadores españoles mejor clasificados, no participaron en la Copa Davis y Manolo Santana llama a Félix Mantilla y a Clavet para jugar los partidos individuales sobre una superficie difícil para el tenis español: dura cubierta. Clavet ganó fácilmente sobre Brett Steven en tres sets mostrando un estilo potente y preciso. Con el resultado favorable en la eliminatoria (4-0) ganó a Mark Nielsen en dos sets, perdiendo solo cuatro juegos.
En 2000, Clavet jugó para el equipo de Copa Davis España en la primera ronda contra Italia en Murcia. Clavet dio a España el punto definitivo del 4-1 con la victoria sobre Vincenzo Santopadre. Ese año, España sería el ganador de la competición. Clavet jugó este como su último partido en la Copa Davis, terminando su contribución con un 3-0 en su trayectoria de Copa Davis.

### Ganados (1)
| Torneo          | Equipo                                                                        | Eliminatorias                   |
| Copa Davis 2000 | Àlex Corretja Joan Balcells Juan Carlos Ferrero Albert Costa Francisco Clavet | 1R: 4-1 CF: 4-1 SF: 5-0 FN: 3-1 |

## Premios, reconocimientos y distinciones
- 1998: Premio Sportivo (Madrid).
- 1999: Premio Fair Play, Asociación Español de Periodistas de Tenis.
- 2000:  Medalla de Plata de la Real Orden del Mérito Deportivo, otorgada por el Consejo Superior de Deportes.[9]
- 2002: Premio de la IV Gala de Deporte de Madrid.